# Nikolića gradina
Nikolića gradina, gradina u zaselku Nikolićima u selu Lovreću, zaštićeno kulturno dobro

## Opis dobra
Vrijeme nastanka od 2000. pr. Kr. do 200. pr. Kr. Arheološko nalazište Nikolića gradina nalazi se ji od zaseoka Nikolići u Lovreću. Na tjemenu brda Umac nalazi se prapovijesna gradina smještena na dominantnom strateškom položaju, na 766-773 m N/v, koji je omogućavao kontrolu okolnih putova te manjih krških dolina. Zaravnjeni plato gradine, ovalna tlocrta zauzima oko 4000 m2. Branjen je jednostrukim bedemom sa S i J strane dok je s I i JI strane branjen dvostrukim bedemom. Na Z strani pored vanjskog bedema uočava se mogućnost postojanja i unutarnjeg bedema. Širina sačuvanog suhozidnog bedema je oko 5-10 m a visina oko 1-6 m. Vanjski bedem širok je oko 2-4 m a visok oko 1-3 m. Gradini se prilazilo s JI kroz otvor u bedemu, a preko manje krške vrtače. Gradinu je moguće datirati u brončano i željezno doba.

## Zaštita
Pod oznakom Z-6900 zavedena je kao nepokretno kulturno dobro - pojedinačno, pravna statusa zaštićena kulturnog dobra, klasificirano kao "arheološka baština".